# Hypoganomorphus laevicollis
Hypoganomorphus laevicollis là một loài bọ cánh cứng trong họ Elateridae. Loài này được Mannerheim miêu tả khoa học năm 1852.